# Pseudohelcon elongatus
Pseudohelcon elongatus är en stekelart som beskrevs av Van Achterberg 1990. Pseudohelcon elongatus ingår i släktet Pseudohelcon och familjen bracksteklar. Inga underarter finns listade i Catalogue of Life.